# Throw Down Your Arms
Throw Down Your Arms är ett dubbelalbum av Sinéad O'Connor från 2005 – hennes sjunde album och hennes första reggaealbum. Hon sjunger med tolv covers av klassiska roots reggae-låtar, genomsyrade av rastafarifilosofi, från 1970-talets Jamaica samt med dubversioner av samma låtar. Producentduon Sly Dunbar och Robbie Shakespeare, som även har mixat låtarna i familjen Marleys studio Tuff Gong har behållit det tunga reggaesoundet nästan oförändrat. Det nya är att det är Sinéad O'Connor som sjunger i stället för Burning Spear, Peter Tosh, Bob Marley, The Abyssinians m.fl. 
Dubbel-CD:n släpptes på dagen 42 år efter de rastafaritroendes Messias Haile Selassies tal till FN den 4 oktober 1963. Sinéad O'Connor uppger i det häfte som följde med albumet att hon aldrig kan framföra låtarna bättre än hennes hjältar, profeter, mästare, präster och vägvisare, det vill säga de rastafaritroende jamaicanska artisterna, gjorde på 1970-talet. Hon uppger emellertid att hon genom att spela in skivan kan vidarebefordra rastafaribudskapet – som skrivits och framförts av dessa "stora män" som alltid funnits där för henne när ingenting annat hjälpt – till människor som "inte känner till att Gud och religion är två vitt skilda saker".
Throw Down Your Arms, som har sålt i för Sinéad O'Connor något blygsamma 250.000 exemplar, har fått mycket goda recensioner överlag. Vissa recensenter har kallat Throw Down Your Arms Sinéad O'Connors mest intressanta album dittills. De flesta recensenterna håller med Sinéad om att de tidlösa reggaelåtar hon valt ut alltid kommer att vara bra låtar.

## Låtlista
| CD 1 (Originalversioner) | CD 1 (Originalversioner) | CD 1 (Originalversioner) |
| ------------------------ | --- | ------------------------ |
| 1.                       | Jah Nuh Dead av Winston Rodney (Burning Spear | 3.20                     |
| 2.                       | Marcus Garvey av Phillip J. Fulwood och Winston Rodney | 3.28                     |
| 3.                       | Door Peep av Winston Rodney | 3.22                     |
| 4.                       | He Prayed av Clement Dodd och Winston Rodney | 3.27                     |
| 5.                       | Y Mas Gan av Linford Manning; framförd av bl.a: The Abyssinians | 3.49                     |
| 6.                       | Curly Locks av Lee "Scratch" Perry; framförd av bl.a: Jacob Miller och Junior Byles | 4.22                     |
| 7.                       | Vampire av Lee "Scratch" Perry; framförd av bl.a: Devon Irons | 4.02                     |
| 8.                       | Prophet Has Arise av Cecil Spence; framförd av Israel Vibration | 4.26                     |
| 9.                       | Downpressor Man av Peter Tosh | 5.08                     |
| 10.                      | Throw Down Your Arms av Phillip J. Fulwood och Winston Rodney (Burning Spear | 4.02                     |
| 11.                      | Untold Stories av Glenroy Browne, Donovan Germain, Mark Myrie och Handel Tucker, framförd av Buju Banton | 3.40                     |
| 12.                      | War – sångtexten är ett nästan ordagrant derivat av att tal av Haile Selassie (inför FN i juni 1963 om att bl.a. rasism måste utrotas för att världsfred ska kunna uppnås). Låten är arrangerad av Carlton Barrett, trummis i Bob Marley and The Wailers. Jamaicanske fotbollsspelaren Colin Eric Allen, vän till Bob Marley (som sjunger låten), kom enligt Marley med idén att sätta musik till den etiopiske kejsarens tal. | 4.04                     |
| CD 2 (Dubversioner)      | |                          |
| 1.                       | Mika 4:1-5 | 0.57                     |
| 2.                       | Jah Nuh Dead | 3.12                     |
| 3.                       | Marcus Garvey | 3.29                     |
| 4.                       | Door Peep | 3.19                     |
| 5.                       | He Prayed | 3.28                     |
| 6.                       | Y Mas Gan | 3.51                     |
| 7.                       | Curly Locks | 4.17                     |
| 8.                       | Vampire | 4.01                     |
| 9.                       | Prophet Has Arise | 4.24                     |
| 10.                      | Downpressor Man | 5.07                     |
| 11.                      | Throw Down Your Arms | 4.12                     |
| 12.                      | Untold Stories | 3.42                     |
| 13.                      | War | 4.04                     |

### Sångare och spelare av instrument
- Sinéad O'Connor - sång
- Sly Dunbar - trummor
- Robbie Shakespeare - bas
- Mikey Chung - lead guitar
- Dalton Brownie - rhythm guitar
- Glen Brownie - akustisk gitarr på on "Untold Stories"
- Robbie Lyn - keyboard, orgel
- Carol"Bowie" McLaughlin - piano
- Steven "Lenkky" Marsden - piano på "Curly Locks"
- Uziah "Sticky" Thompson - percussion
- Dean Fraser - saxofon
- David Madden - trumpet
- Pam Hall, Keisha Patterson, Katrina Harley - kör